# Editoria femminista italiana

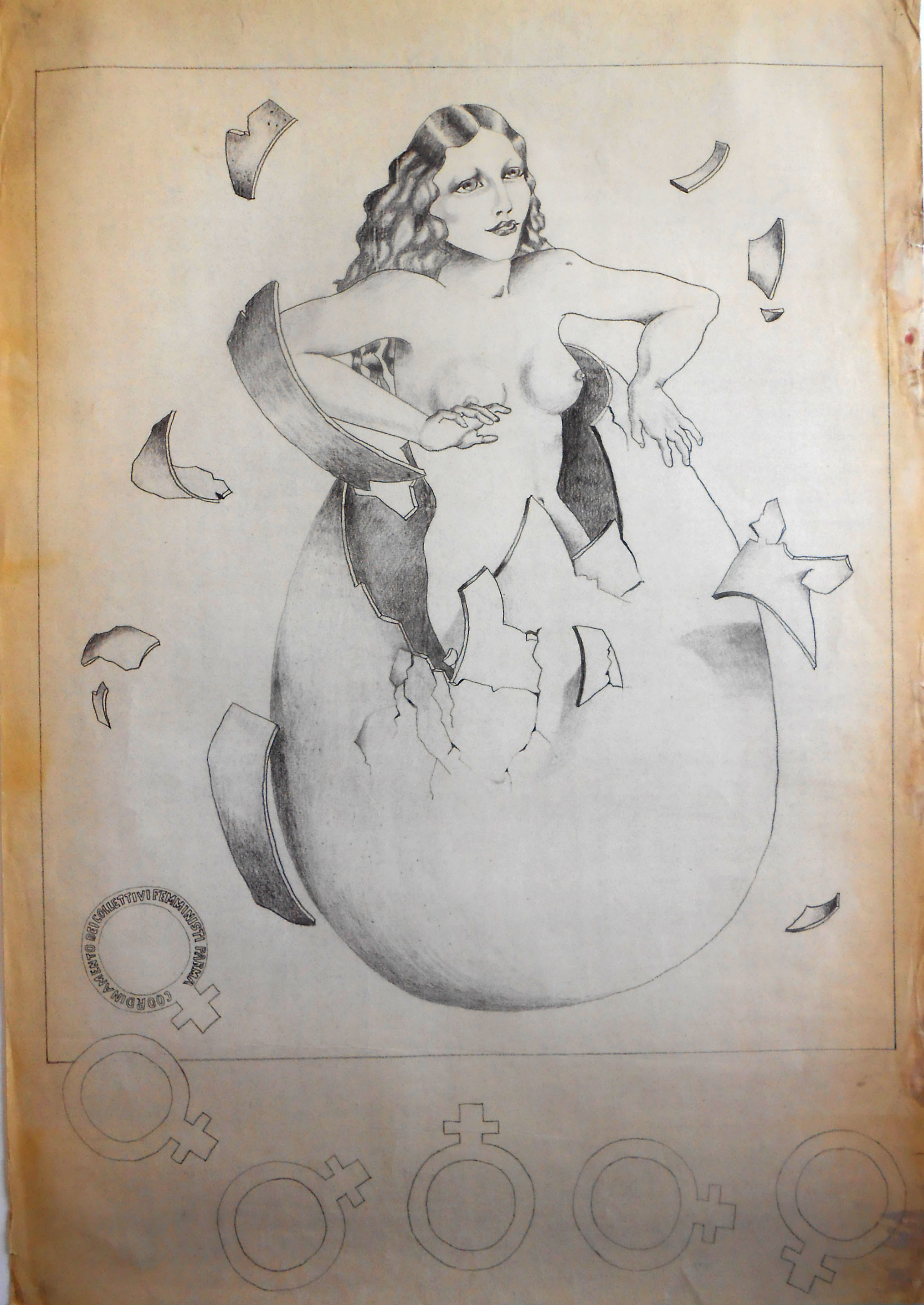
Manifesto del Coordinamento dei collettivi femministi di Parma (Fondo Giuffredi)

L'editoria femminista italiana è la produzione di documenti pubblicati, o messi in circolazione, da case editrici di donne o gruppi di donne organizzate per contrastare il potere patriarcale, a partire dalla fine degli anni Sessanta del secolo scorso ad oggi.

## Storia
A fine Ottocento ci fu la prima ondata di un movimento femminista di donne che lottò per l'emancipazione e per il diritto al voto delle donne e che dette vita anche in Italia ad una ricca produzione di scritti e periodici. Il movimento venne silenziato coll'avvento al potere del fascismo. L'Unione femminile nazionale per esempio fu sciolta nel 1938 .
Con la fine della Seconda guerra mondiale, le istanze di emancipazione, accompagnate da un forte impegno sociale, furono rappresentate soprattutto dalle donne di area comunista ed espresse attraverso la rivista curata dall'Unione Donne in Italia, tuttora attiva: 
- 1944 - Noi Donne, fondata dall'UDI Unione Donne Italiane. Fino agli anni Novanta è stata la rivista dell'UDI, Unione Donne Italiane che dal 2003 diventa Unione Donne in Italia. Dal dicembre 2016 esce come settimanale online ND Noi Donne [4]

### Anni Sessanta
Fin dagli anni '60, in Italia come in Francia, Gran Bretagna, Nord Europa, negli USA, Canada, Australia si formano gruppi di donne che creano occasioni e luoghi di elaborazione autonoma. i movimenti femministi divennero di nuovo protagonisti della scena politica nei paesi occidentali, con l'obiettivo della liberazione delle donne oltre che della loro emancipazione.
La casa editrice Il saggiatore nel 1961 traduce Il secondo sesso di Simone De Beauvoir, che in Francia circolava dal 1949. 
Il manifesto del gruppo Demau: demistificazione autoritarismo patriarcale è del 1966. Nello stesso anno 
in Sicilia Franca Viola dice no al matrimonio col suo stupratore e la sua ribellione fa scandalo. Il lavoro del gruppo Demau e il manifesto di Rivolta femminile del 1970 segnano l'inizio del femminismo italiano.
case editrici
- 1968- Libera Stampa, nasce a Roma: Per far fronte alla crisi economica-finanziaria di Noi Donne, il Comitato Nazionale dell'UDI progetta una Cooperativa di lettrici/lettori, per la gestione e diffusione del giornale. Prosegue poi pubblicando libri tra cui Il laboratorio di politica delle donne, storia dell'UDI dal 1944 al 1982 e promuovendo iniziative come casa editrice.

periodici
- 1966-1993[?] Donna e società: rivista trimestrale di ricerca e documentazione nata a Roma, attiva fino agli anni '90
- 1968-1976 La via femminile, trimestrale che vive tra Milano e Venezia. Fondato da Giuseppina Conte, Anna Forcella, Biancamaria Frabotta, Manuela Fraire, Rossana Rossanda
- 1969-1986 Donne e politica: rivista bimestrale, fondata a Roma a cura della Sezione femminile del Partito Comunista Italiano e pubblicata da Editori Riuniti. Dal 1986 cessa e diventa Reti[9].

### Anni Settanta
Il Manifesto di Rivolta Femminile appare sui muri di Roma nel 1970 e per tutto il decennio si sviluppa un'editoria informale fatta di fogli, ciclostilati, documenti e riviste autogestite. Il materiale circola con le persone e col passaparola. 

Editori come Feltrinelli, Bompiani, Guaraldi, Il Saggiatore e altri traducono e pubblicano testi teorici di femministe come Luce Irigaray, Betty Friedan, Juliet Mitchell, Sulamith Firestone, Kate Millet, Germaine Greer, ecc. 

In poco tempo si sviluppano vari progetti anche di impresa: le prime case editrici di donne e le prime riviste femministe, separatiste, lesbiche. 
Tra il '72 e il ‘75 sono molto attivi i gruppi del Salario per il lavoro domestico con fogli e pubblicazioni periodiche sia nazionali che legate ai territori. Escono tantissime testate periodiche, che spesso pubblicano un unico numero. 

Aprono Librerie delle donne; la prima nel 1975 è a Milano seguita poi da altre città: Roma, Torino, Cagliari, Genova, Bologna, Firenze, ecc. Librerie che, come nel caso di quella di Milano, diventano anche editrici importanti.
case editrici
- 1970 - Scritti di Rivolta femminile, fondata da Carla Accardi e Carla Lonzi. Pubblica gli scritti del collettivo di donne Rivolta Femminile ed è la prima casa editrice femminista. La collana Libretti verdi di Rivolta ha una veste grafica sobria e accurata e alcuni titoli come Sputiamo su Hegel di Carla Lonzi raggiungono tirature molto alte e vengono tradotti in diverse lingue[10].
- 1972-1974 Anabasi fondata a Milano dall'omonimo gruppo di autocoscienza, dove è attiva tra le altre Serena Castaldi. Due pubblicazioni del 1972, Al femminile e Donne è bello sono testi significativi nella nascita del femminismo italiano [11][12].
- 1972-1984 Edizioni delle donne fondata a Roma da Anne Marie Boetti, Maria Caronia, Manuela Fraire e Elisabetta Rasy, con sede al Teatro della Maddalena. È affine alla francese Editions des femmes del gruppo Psychanalyse et politique. Nei suoi anni di attività sviluppa un catalogo con circa quaranta titoli, ricco di ricerche originali soprattutto sull'attualità italiana come La Parola elettorale di varie autrici, o inchieste sui manicomi come Donne povere matte di Lietta Harrison o testi dirompenti come Scum di Valerie Solanas e Il corpo lesbico di Monique Wittig; pubblica inoltre grandi autrici allora poco note come Gertrude Stein, Marguerite Duras, Ingeborg Bachmann, Marina Cvetaeva, ecc.[13][14].
- 1973- Le nemesiache fondata a Napoli dal collettivo omonimo con Lina Mangiacapre tra le sue più famose esponenti. Pubblica dal 1976 al 1979 anche il periodico Non solo figura di donna, documenti e rassegna del cinema femminista e dal 1988 Manifesta. Dal 2002 diventa un sito web [15]
- 1975-1997 La Tartaruga voluta da Laura Lepetit, nasce a Milano nel 1975. Dal 1997 il catalogo e il marchio passa all'editore Baldini&Castoldi. Tra i primi titoli pubblica il saggio Le tre ghinee di Virginia Woolf, come ricorda Laura Lepetit nella sua autobiografia[16]. Nei suoi più di vent'anni di lavoro pubblica quasi 300 volumi [17]
- 1976-1983 Dalla parte delle bambine, fondata a Roma nel 1976 da Adela Turin e Nella Bosnia. Pubblica storie per l'infanzia scritte soprattutto da Adela Turin e illustrate da Nella Bosnia che mettono in discussione ruoli sessuali e stereotipi sessisti. Il loro progetto ha previsto anche il primo libro divulgativo per le adolescenti sulle mestruazioni Alice e Lucia: sul nostro sangue. Alcuni titoli furono tradotti in varie lingue. La casa editrice catalana Lumen li pubblicò tutti. Attualmente la casa editrice Motta junior ha ripubblicato otto titoli nella collana I velieri [18][19].
- 1976-1977 Limenetimena, nasce a Roma nel 1976 a cura del Gruppo femminista per il salario al lavoro domestico - Collettivo Femminista autonomo. Come foglio periodico, esce come supplemento di "Bollettino di controinformazione" di Stampa Alternativa. Come casa editrice pubblica testi dirompenti come Grida piano che i vicini ti sentono di Erin Pizzey che racconta la nascita della Chiswick Women's Aid a Londra, uno dei primi centri antiviolenza autogestiti.
- 1976-1987 Felina, nasce a Roma fondata da Giovanna Tatò. Pubblica uno delle prime ricerche sulle lesbiche italiane con le interviste E la madre tra l'altro è una pittrice. Pubblica in un decennio sette titoli tra cui L'economia politica della differenza sessuale di Lidia Menapace.
- 1977 - Utopia nasce come cooperativa editoriale, pubblica atti di convegni, come quello di Siena del 1986, Le donne al Centro, di Milano del 1988 Perleparolee la rivista DWF, la cui redazione collabora alla casa editrice con il Centro per gli studi del movimento di liberazione della donna in Italia[20] e la Biblioteca. Pubblica diversi testi, tra cui scritti inediti di Franca Pieroni Bortolotti e 8 marzo: storie miti riti della giornata internazionale della donna.
- 1978-1981 Amanda, fondata a Roma

periodici
- 1971 Le donne hanno dimenticato? esce a Padova come supplemento a Stampa alternativa
- 1971-1972? Quarto mondo, periodico mensile del Fronte Italiano di Liberazione Femminile (FILF)[21], Roma
- 1973-1982 Effe,: mensile femminista autogestito nasce a Roma nel 1973 e per un decennio racconta l'attualità del movimento di liberazione delle donne e dei collettivi femministi di tutta Italia; cessa le pubblicazioni nel 1982[22]. Per il '73-74 è edita da Dedalo, poi dal 1975 dalla Cooperativa Effe. Dal 1979 prende il sottotitolo: mensile femminista autogestito [23][24]
- 1973- Sottosopra periodico nato a Milano, di cui sono uscite alcune serie, edite dopo il primo numero dalla Libreria delle donne di Milano. La prima serie dall'73 al '76 sono cinque numeri[25], poi dal 1983 esce con periodicità varia e della nuova serie sono usciti sei numeri fino al 2009 [26]
- 1974-1976 Rosa, quaderno di studio e di movimento sulla condizione della donna, curato dal Collettivo Rosa e pubblicato a Firenze da CLUSF. Ne sono usciti sette numeri, quasi tutti monografici.
- 1974-1975 Se ben che siamo donne... esce a Milano e poi a Roma. Mensile
- 1975- DWF, Donna Women Femme nasce a Roma ed è un trimestrale tuttora attivo, edito da Utopia. Si è chiamato per un periodo Nuova DWF. Iniziata da Tilde Capomazza[27] e Annarita Buttafuoco, cartacea fino al 2020.[28]. Pubblica propri articoli e molte traduzioni di ricerche di femministe soprattutto di area angloamericana.
- 1975-1977 Le operaie della casa rivista dell'autonomia femminista, esce a Padova a cura del Comitato per il salario al lavoro domestico. Bimestrale
- 1976-1987 Da donna a donna pubblicato da Feltrinelli annualmente in occasione dell'8 Marzo. Fino all'84 a cura delle librerie Feltrinelli, dall'85 a cura del Centro studi storici sul movimento di liberazione della donna di Milano

- 1976-1982 Differenze è stato un trimestrale fondato a Roma e ogni numero è prodotto da un collettivo o gruppo diverso: Maddalena Libri; Collettivo di via Pompeo Magno; Collettivo donne e cultura; Gruppo femminista per la salute della donna; Donne dello Studio Ripetta; - Collettivo centro; Gruppo Donne e psicanalisi; Collettivo Vivere lesbica [29].

- 1976 L'erba sotto l'asfalto a cura del Centro femminista di Padova, numero unico
- 1976 Siamo isteriche... esce a Bologna a cura del Collettivo femminista bolognese. Numero unico
- 1977 Chi brucia? esce a Torino, numero unico
- 1977? Chi siamo, a cura del Circolo femminista Teresa Noce di Firenze. Pubblicato come supplemento a Unità operaia
- 1977 Donne all'attacco, bollettino a cura del Comitato per il salario al lavoro domestico di Trieste. Numero unico
- 1977 ... E siamo in tante,' quasi mensile del movimento femminista romano, a cura del Collettivo Pompeo Magno
- 1977-1978? Lilith a cura del Movimento di liberazione della donna autonomo di Roma
- 1977 La nuova luna, periodico mensile del Movimento di liberazione della donna. Esce a Roma, come supplemento di Notizie radicali
- 1977 Zizzania numero unico, senza indicazione di luogo
- 1978 A zig zag, non scritti scritti, del Gruppo sulla sessualità e la scrittura di Milano. Numero unico.
- 1978-198.? Bollettino delle donne, cultura, politica, poesia, racconti... fatti e smisfatti delle donne esce a Torino, a cura de Le masche. Inizialmente pubblica due numeri annui, l'8 marzo e il 1 maggio.
- 1978 Malafemmena, giornale del Coordinamento dei Collettivi femministi di via dell'Orso 8 a Milano. Esce un numero unico, come supplemento di Stampa alternativa

- 1978-1981 Mille e una donna, periodico meridionale autogestito di cultura e attualità femminista, fondato a Napoli.
- 1978 Non è detto, pagine di donne esce a Milano, pubblicazione dei gruppi di Via dei Cherubini e Col di Lana. Numero unico.
- 1978-1982 Quotidiano donna, settimanale femminista di politica, attualità, cultura esce a Roma, a cura di un collettivo aperto con sede nella casa occupata di Via del Governo Vecchio 39 e la prima redazione fu costituita da Emanuela Moroli, Chantal Personé e Marina Pivetta. Pubblicato a maggio, i primi numeri come supplemento al Quotidiano dei lavoratori di Avanguardia operaia, da dicembre diventa autogestito [30]

- 1978-1979 Strix, giornale di fumetti e altro - fatto da donne, esce a Milano con periodicità varia, fondato da Antonella Barina (che ha disegnato la strix), Lydia Sansoni, Alessia Fani, Fernanda Core, Cecilia Capuana, Alessandra Nencioni, Mariella Pisano, Margherita Vajente, Maristella Borotto, Giuliana Maldini, Cristina Catena, Patrizia Zerbi, Cinzia Ghigliano, tredici donne, per lo più milanesi, con il supporto di Librellula, Libreria delle donne di Bologna iniziano questo progetto.[31][32]
- 1979 Bilitis, essere donna nel Friuli esce nel 1979 a Udine con un numero unico
- 1979 Rompere lo specchio esce a Bologna, numero unico

### Anni Ottanta
Sul finire degli anni '70 nascono molti Centri di documentazione  e Librerie delle donne che spesso hanno un ruolo anche di case editrici. La Tarantola Libreria delle donne di Cagliari aperta nel '78, nell'85 si trasforma in La Tarantola casa editrice e centro di documentazione; la Libreria delle donne di Milano aperta dal '75, pubblica periodici come: Sottosopra, Aspirina e Via Dogana. La sede della rivista DWF è anche centro documentazione. Gruppi di ricerca producono materiali a stampa a circolazione non commerciale: ne citiamo solo alcuni, ma sono moltissimi. Ad esempio il Centro studi storici sul movimento di liberazione delle donne in Italia poi Fondazione Badaracco, l'Associazione Per una Libera Università delle Donne LUD sempre a Milano, attiva dall'87, o il Centro documentazione donna di Ferrara dove nasce la rivista Leggere Donna, ecc. 

Le città più ricche di esperienze sono Roma e Milano, ma la sperimentazione copre capillarmente tutto il territorio nazionale.
Negli anni '80 la presenza delle donne lesbiche inizia ad avere visibilità anche nell'editoria italiana. Edizioni delle donne e Felina avevano già pubblicato alcuni titoli, ma ora si sviluppa una vera e propria editoria lesbica forte del nascente movimento lesbico.
case editrici
- 1985-1993 Estro nasce a Firenze ideata da Liana Borghi e Rosanna Fiocchetto. Il primo volume è una traduzione di Jolanda Insana delle poesie di Saffo[34]
- 1985-1998 La tarantola di Cagliari. La cooperativa aveva aperto nel 1978 la Libreria delle donne, fondata da Annalisa Diaz, Resi Isetta, Alida Manca, Anna Oppo e nell'85 si trasforma in Centro studi e documentazione con una propria attività editoriale. Il primo titolo è una ricerca su Le Cooperative femminili in Sardegna [35][36]
- 1986-19.. La Luna nasce a Palermo, fondata da Valeria Ajovalasit. In pochi anni ha oltre 50 titoli in catalogo di narrativa, politica, saggistica e storia locale, suddivisi in quattro collane. Promuove il premio letterario Arcidonna-La luna, per un inedito femminile. Pubblica la rivista "Tuttestorie"
- 1987-19.. Eidos fondata a Mirano, vicino a Venezia, da Vittoria Surian, pubblica volumi d'arte e saggi come Il merito delle donne di Moderata Fonte.
- 1988-19.. Ombra fondata a Siracusa da Angela Barbagallo e Agata Ruscica. Pubblica sia saggistica che narrativa. Ad esempio Conversazioni in Sicilia sulla differenza sessuale.

periodici
- 1980- > Leggere Donna nasce a Ferrara ideata e diretta da Luciana Tufani ed è la prima rivista che si occupa prevalentemente di libri scritti da donne e che propone una riflessione sull'editoria. È tuttora in corso, sia in forma cartacea che digitale. Dal 1996 è pubblicata dalla nuova editrice Luciana Tufani [37]
- 1980-1981 Grattacielo: occhi di donna sul mondo esce a Milano pubblicato dalla Cooperativa Antizarina. Sono usciti sei numeri. Grande attenzione alla grafica
- 1980 Vipera: mensile di attualità politica e cultura. Milano, Lanfranchi
- 1981-2002 Bollettina del CLI del Collegamento Lesbiche Italiane fondata a Roma da Giovanna Olivieri [38]. Pubblicato in forma cartacea fino al 2002, il CLI ha pubblicato oltre al periodico, opuscoli e traduzioni di autrici come Audre Lorde, Amoja Three Rivers, Nicole Brossard, ecc.
- 1981-1991 Bollettino del Centro studi storici sul movimento di liberazione della donna in Italia, Milano. Pubblica numeri monografici. Il Centro diventa Fondazione Badaracco e continua le pubblicazioni di proprie ricerche e convegni in collane come Letture d'archivio e Quaderni
- 1981-1994 Centro culturale Virginia Woolf: programma nato a Roma anticipa i temi che verranno discussi nei seminari e nei gruppi con cadenza annuale
- 1981-1986 Fascicolo aperto: mensile di attualità e ricerche giuridiche delle donne giuriste italiane, esce a Milano ed è tematico
- 1981 Luna e l'altro esce a Roma, come supplemento a Nuova DWF. Numero unico
- 1981-1991 Memoria: rivista di storia delle donne, quadrimestrale a cura del gruppo che poi fonda la Società Italiana delle Storiche SIS, pubblicata a Torino da Rosenberg & Sellier. Ne sono usciti 33 numeri.[39]. L'ultimo numero propone una discussione sui cambiamenti intervenuti nella storia delle donne in dieci anni. La rivista testimonia la crescita anche in Italia di un nuovo campo di studi dedicato alla storia delle donne e di genere. Molti numeri sono tematici [40]
- 1981-1983 Orsa Minore, esce a Roma ed è un mensile di cultura e politica di cui escono dieci numeri. La Biblioteca italiana delle donne di Bologna ha digitalizzato tutti i fascicoli e segnala che la rivista è nata "nel contesto dei collettivi femministi romani per iniziativa di Maria Luisa Boccia, Franca Chiaromonte, Giuseppina Ciuffrida, Licia Conte, Anna Forcella, Biancamaria Frabotta, Manuela Fraire e Rossana Rossanda. In seguito entrano nella redazione anche Ida Dominijanni e Tamar Pitch" [41]
- 1982 Donne in lotta per la pace esce a Firenze. Numero unico
- 1982-1987 Filodonna, bollettino dei collettivi donna della regione Toscana esce a Prato come coordinamento di vari gruppi. Nell'83 pubblica Informazione donna, numero unico del Bollettino internazionale femminista diffuso al convegno Produrre e riprodurre di Torino
- 1982 Mafalda: mensile autogestito femminista esce a Bari, ideato da Annamaria Ceci
- 1982-1984? Progetto donna: rivista di cultura e attualità esce a Brescia
- 1983-199.? In giustizia esce a Milano a cura del Gruppo donne e giustizia dell'UDI
- 1983-1985 Lucciola: periodico per il comitato per i diritti civili delle prostitute esce a Pordenone, sede del comitato, pubblicato da Libera Stampa e sostenuto da Roberta Tatafiore.
- 1983-1995? Minerva esce a Roma come mensile, a cura del Club delle donne fondato nel 1982 da un gruppo di donne socialiste e laiche e donne del femminismo con il progetto di una società in cui le donne possano partecipare alla gestione del potere sul piano economico, culturale e amministrativo [42].
- 1983 Per mille e una donna nasce a Rio Saliceto in provincia di Reggio Emilia a cura del gruppo UDI
- 1983-2014 Via Dogana, rivista di politica esce a Milano pubblicata dal Circolo cooperativo delle donne Sibilla Aleramo Libreria delle donne. Nel 1991 cambia il formato; dal '95 pubblica come supplemento I Quaderni di Via Dogana. Prosegue on line come VD3 (terza serie) [43].
- 1983 La zucchina: l'ar-rivista dei sogni delle donne esce a Milano. Numero unico
- 1984- > AIDOS news edita a Roma dall'Associazione Italiana Donne per lo Sviluppo. Dal '94 diventa newsletter [44].
- 1984-1987? Un'ala, fanzine femminile: fantastico fantascienza esce a Milano, a cura del Club City Circolo d'Immaginazione, come supplemento a City fanzine.
- 1984-198.? Bollettino del Centro studi e ricerche sulla donna di Caserta
- 1984-1986 Un posto al centro esce a Parma a cura della Biblioteca delle donne, con periodicità annuale.
- 1984 La ragnatela, campo di donne per la pace esce a Ragusa con la Cooperativa Radar. Numero unico sull'esperienza di Comiso.
- 1984 Tiamat, periodico di informazione autogestito esce a Brindisi a cura del Centro documentazione.
- 1985-1989 DP&S, donne Parlamento Società esce a Roma a cura del Gruppo interparlamentare donne elette nelle liste del PCI. Quadrimestrale
- 1985-1992 Iride, foglio di informazione opinione collegamento delle donne in lotta per la pace la redazione vive tra Lecce e Firenze, fondato da Ada Donno
- 1985-199.? I quaderni dell'associazione culturale Livia Laverani Donini, rivista di cultura delle donne esce a Torino ideata da Piera Egidi. Pubblica numeri monografici su seminari e incontri promossi dall'Associazione, il cui fondo[45] è conservato all'Archivio delle Donne in Piemonte.
- 1986 Ecofemminismo esce a San Giorgio di Nogara vicino ad Udine a cura del Gruppo femminista del Friuli. Numero unico
- 1986 Il tempo delle donne è il tempo per vivere esce a Roma a cura di ARCI Donna, numero unico
- 1987-2018 Aspirina, rivista di sesso femminile pubblica vignette e fumetti comici e satirici, il nome lo ha inventato Bibi Tomasi. È edita dalla Libreria delle donne di Milano. Diventa online dal 2013, fino al 2018, quando deve cessare le pubblicazioni in seguito a un contenzioso con la multinazionale Bayer produttrice dell'omonima pillola. Dal 2019 nasce dalle sue ceneri la nuova rivista Erbacce, forme di vita resistenti ai diserbanti[46], dove è raccontata umoristicamente la vicenda.
- 1987 Diritto e rovescio. Roma, a cura di un gruppo di donne del Centro femminista separatista
- 1987-1994 Fluttuaria, segni di autonomia nell'esperienza delle donne nasce a Milano al Cicip Ciciap, ideata da Daniela Pellegrini e Nadia Riva. Bimestrale. Precedentemente al n. 1/1987 erano usciti due fascicoli ciclostilati. Ne sono usciti diciassette numeri.[47]
- 1987-2006 Il Foglio del paese delle donne. Roma, Associazione per l'informazione Il Paese delle Donne. Nata da una redazione autogestita di donne diretta da Marina Pivetta nel quotidiano Paese Sera viene formalizzata nel 1987 con sede presso la Casa internazionale delle donne di Roma. Le pagine autogestite in Paese Sera sono diventate il Foglio de Il paese delle donne, cartaceo a cadenza settimanale poi a periodicità variabile. Dal 1995 nasce Paese delle donne-online e nel 2017 “paesedelledonne-on line-rivista in continuità con l'esperienza [48].
- 1987-1996 Lapis, làppese a quatriglié: percorsi della riflessione femminile esce a Milano edito da La tartaruga, ideato da Lea Melandri, Lidia Campagnano, Marisa Fiumanò, Gabriella Galzio, Rossella Prezzo, Paola Redaelli. La Biblioteca italiana delle donne di Bologna ha digitalizzato i vari numeri[49] ed è stata pubblicata una raccolta di testi a stampa[50]
- 1987-1996 Legendaria esce a Roma come supplemento bimestrale di Noi donne con la casa editrice Libera stampa, ideata e diretta da Anna Maria Crispino. Da 1997 esce una seconda serie in forma autonoma col nome di Leggendaria: libri letture linguaggi [51]
- 1987-19.. Nascita attiva. Modena, Centro studi nascita attiva. Trimestrale
- 1987-1988? Notiziaria. Modena, Biblioteca della Casa delle donne
- 1987-1992 Reti, pratiche e saperi di donne esce a Roma, edito da Editori Riuniti è un bimestrale che esce come continuazione di Donne e politica [52]. Pubblica: I quaderni di Reti. Disponibile digitalizzata [53]
- 1988-199. D/D: il diritto delle donne, rivista di informazione giuridica. Bologna, Commissione per la realizzazione della parità tra uomo e donna
- 1988-1990? Malavoglia: rivista di narrativa esce a Viterbo. Quadrimestrale
- 1988-2002 Manifesta nasce a Napoli a cura del collettivo casa editrice Le nemesiache. È una rivista di cinema, cultura, spettacolo diretta da Lina Mangiacapre. Cartacea fino al 1999 [54], diventa on line fino al 2002 [55].
- 1988- > Annuario del Giardino dei ciliegi nasce a Firenze a cura dell'Associazione Centro Ideazione Donna. Annuale, rendiconta le attività svolte.
- 1989-1999 Agenda della Società italiana delle storiche. Quadrimestrale. Ne sono usciti 21 fascicoli e nel sito della SIS sono segnalati gli indici [56]
- 1989-1993 Madrigale, trimestrale di politica e cultura delle donne esce a Napoli pubblicata da Lo specchio di Alice, e ideata da Lucia Mastrodomenico e Marina Pivetta
- 1989-1992? Miopia, scienze umane applicate al quotidiano e ruoli sessuali esce a Vicenza pubblicato da Il roseto. Trimestrale fondato da Elena Fogarolo

### Anni Novanta
All'inizio del decennio e soprattutto nella prima metà continua la proliferazione di nuove imprese editoriali in tutto il territorio nazionale:
case editrici
- 1991- Melusine nasce a Milano dall'omonima associazione culturale che lavora molto sulla mitologia, l'immaginario e pubblica prevalentemente atti e resoconti degli incontri che organizza.
- 1995- > Il dito e la luna' nasce a Milano diretta da Francesca Polo, con tematica lesbica, femminista, gay e transgender; pubblica inoltre la rivista Towanda!, periodico di cultura e politica lesbica. La prima opera pubblicata è Autoinseminazione, scelta e realtà della maternità indipendente di Lisa Saffron [57].
- 1996- Luciana Tufani editrice nasce con l'esperienza e il lavoro della rivista Leggere donna ideata e diretta dal 1980 da Luciana Tufani. Uno dei titoli emblematici è: Leggere donna: nuova guida all'acquisto dei libri di donne del '96. Il catalogo presenta autrici italiane riscoperte o nuove e autrici straniere mai prima tradotte, con collane dedicate alla saggistica, alla poesia, al fumetto oltre che alla narrativa.[58][59]

periodici
- 1990-199.? Tuttestorie, racconti letture trame di donne quadrimestrale nato a Roma e pubblicato da Firmato donna e poi da La Luna. Lavora soprattutto sulla letteratura con numeri monografici.
- 1990-1994 Istar, rivista interdisciplinare sulla nascita nasce a Venezia ideato da Antonella Barina e pubblicato dal Centro studi per una nascita naturale. Semestrale dedica grande attenzione ai miti legati alle madri, al parto, etc.
- 1990-199.? Nosside, quaderni di scrittura femminile ideato da Renate Siebert, nasce a Rende a cura del Centro studi ricerca e documentazione donna di Cosenza. Edito da Rubbettino.
- 1991-2014 Quaderni di Donne e Ricerca è curata dal Centro Interdisciplinare di Ricerche e Studi delle Donne e di Genere CIRSDE dell'Università di Torino. Trimestrale cartaceo, diventa on line dal numero otto. Ha promosso la pubblicazione di brevi monografie che presentano lavori di tesi. Più recentemente, pubblica e-book in tre collane dedicate agli Studi di Genere [60].
- 1992 Mezzocielo, voci di donne che non stanno zitte nasce a Palermo da un gruppo di donne, fra cui Simona Mafai e Rosanna Pirajno. Attualmente prosegue on-line. Presta particolare attenzione ai problemi e alle forze creative della Sicilia, senza fermarsi all'isola [61]
- 1992-2004 DWpress testata nata a Roma come Agenzia di stampa DW press, inviata via fax fino al '94 quando entra in internet col nome DWpress: il notiziario delle donne. Adelia Battista è una delle giornaliste che hanno fondato l'Agenzia di Stampa presso la Camera Dei Deputati.
- 1993-199.? L'isola delle donne: mensile di donne siciliane nasce a Catania
- 1993- D&D: il giornale delle ostetriche fondato a Firenze da Verena Schmid e altre, nasce dal bisogno di divulgazione scientifica, culturale ed esperienziale delle donne ed in particolare delle ostetriche sui temi della salute riproduttiva e di genere. Tuttora in corso, è pubblicato da Seao edizioni[62].
- 1993-1995 Madreperla, periodico femminista esce a Padova promosso da Ermenegilda Uccelli e Laura Guerrini [63]. L'attenzione specifica al mondo dell'informazione produce il supplemento Info@perla, che dal 1996 diventa la prima rivista femminista telematica.
- 1994- Marea, donne, ormeggi, rotte, approdi trimestrale nato a Genova ideato da Monica Lanfranco, edito da Erga edizioni. Dal 1998 ha attivato il sito internet e nel 2009 ha aperto il podcast web radiofonico, pubblica libri e nel sito sono disponibili molte interviste, webinar e audiovisivi [64]
- 1994- Towanda! nasce a Milano all'interno dell'omonima associazione con tematica lesbica, femminista, gay e transgender. La seconda serie inizia nel '96 ed è edita da Il dito e la luna
- 1996-1999 Info@Perla nata a Padova come supplemento di Madreperla, diventa autonoma e telematica a cura di Ermenegilda Uccelli [65][66].
- 1997- Leggendaria: libri letture linguaggi è la nuova serie di Legendaria' (1987-1996), diventata autonoma e sempre diretta da Anna Maria Crispino che la ha ideata.[51]

### Anni 2000-2020
Con il nuovo secolo si assiste a una rinascita dei movimenti femministi nel mondo, a partire in particolare dalle Ni una menos argentine del 2015. Nel 2021, Giada Bono scrive: "In Italia a questa vitalità dei movimenti ha fatto specchio una certa vitalità editoriale: in maniera esponenziali rispetto al passato circolano testi traduzioni riflessioni dai movimenti globali. Il femminismo non è più un fenomeno di nicchia, relegato alle collane di settore, ma è diventato una questione centrale per i luoghi dove si produce conoscenza e pensiero"

Tesi di laurea sul tema vengono discusse nelle Università.
Dal 2018 ogni anno si svolge la Feminism Fiera del libro femminista, dove si incontrano alla Casa internazionale delle donne di Roma autrici, testate e case editrici. La nascita della fiera da conto della vivacità del settore. La prima edizione del 2018 è stata realizzata in collaborazione tra Archivia, Leggendaria, Iacobelli Editore, Osservatorio degli Editori Indipendenti 
. 

All'estero da anni vi sono Festival sull'editoria delle donne con occasioni di confronto 

In varie città si organizzano dibattiti e mostre sull'editoria femminista: ad esempio a Milano il ciclo di quattro incontri promosso dalla Casa delle donne in collaborazione con enciclopediadelledonne.it tra il 2020 e il 2021. 
A Bologna il Flush Festival organizzato dal 2021 dall'associazione Orlando con attenzione particolare alle articolazioni digitali dell'editoria .
Vi è stato un grande lavoro di salvataggio della memoria e molte delle testate femministe cessate sono state digitalizzate: dalla storica Effe; al lavoro per la Biblioteca digitale delle Donne promossa da Orlando a Bologna tra il 2005 e il 2015 e che ospita opere dall'Ottocento a oggi. 

L'editoria digitale è ormai molto sviluppata. Alcune editrici e molte testate hanno scelto il formato digitale (o anche digitale).

Le testate registrate con una redazione e una periodicità definite, cambiano aprendosi al mondo web. I confini tra un periodico e un blog si fanno a volte incerti. Si aprono nuove newsletter e imprese editoriali di donne: 

case editrici
- 2000 - Edizione dell'Autrice, fondata a Venezia da Antonella Barina che apre un proprio spazio di scrittura e di riflessione sul mercato editoriale[77]. Dal 2004 è registrata come testata giornalistica creata e diretta dall'autrice per comunicare la propria produzione letteraria.[78].

- 2010 - Enciclopedia delle donne, nasce l'8 marzo 2010 sul web da un'idea di Rossana Di Fazio e Margherita Marcheselli. Raccoglie voci su donne di tutti i tempi e di tutti i paesi: donne famose e donne comuni: "l'Enciclopedia è una festa, una festa a inviti: chi scrive porta una persona come portasse qualcuno che vale la pena di conoscere".[79] Le curatrici Rossana Di Fazio e Margherita Marcheselli sono le fondatrici dell'iniziativa, aperta con Mariateresa Fumagalli, Sylvie Coyaud, Dafne Calgaro, Carlotta Eco, Giuliana Chiaretti, Carla Stampa, Marica Barghetti[80]. Oltre al lavoro di costruzione delle 'voci' on line, pubblica anche libri su carta.
- 2013-  VandA. è una casa editrice a vocazione digitale fondata a Milano l'8 marzo 2013 da Vicki Satlow, Angela Di Luciano, Silvia Brena, inizia come editrice digitale e poi cede alla tentazione della carta. Pubblica anche a stampa romanzi e graphic novel, storie di donne, gialli, erotici, libri di viaggi e saggi, come la raccolta di Deborah Ardilli, Manifesti femministi: il femminismo radicale attraverso i suoi scritti programmatici (1964-1977)[81].
- 2013 - Settenove nata a Cagli nelle Marche, è il primo progetto editoriale italiano interamente dedicato alla prevenzione della discriminazione e della violenza di genere con attenzione alla narrativa per l'infanzia e l'adolescenza[82][83].
- 2014 - Vita activa prodotta dall'associazione Casa Internazionale Donne Trieste. Nasce dal desiderio di alcune donne, con competenze e tempo a disposizione, di mettersi in gioco per dare vita a una impresa culturale. Una particolarità è l'edizione di testi di giovani autrici (tesi rielaborate di dottorato o specialistica) attinenti alle tematiche di genere, cui è dedicata la collana Gemme[84].
- 2018 - Tamu Edizioni nasce dalla omonima Libreria a Napoli e pubblica libri su società postcoloniali, pensiero femminista ed ecologista.[85]
- 2021- Al3vie fondata da Raffaella Polverini esperta di laboratori di scrittura inizia il suo progetto editoriale, affiancandolo al lavoro decennale dedicato ai libri per bambini e ragazzi.
- 2021 - Le plurali, nata nel 2021 è una casa editrice che si dichiara "femminista, indipendente, inclusiva, curiosa" e il primo titolo è il libro di Emer O'Toole, Girls will be girls: travestirsi, interpretare ruoli e cambiare le regole[86].
- 202[1?] -Capovolte è una casa editrice di Alessandria, "Una micro realtà in movimento che racconta le donne e vuole vedere le cose da una prospettiva diversa. Appunto, Capovolte"[87].
- 2021- Rina fondata da Michela Dentamaro col progetto di recupero dei testi di grandi scrittrici italiane del passato riportando alla luce donne dalla voce coraggiosa, dimenticate o estromesse dal canone letterario

periodici
- 2000-202.? Donne in viaggio rivista dell'Associazione DonneInViaggio fondata da Mary Nicotra e Elena Vaccarino
- 2002 - Genesis semestrale fondato a Roma dalla Società italiana delle storiche (SIS) e pubblicato da Viella. La rivista pone la categoria di genere come centrale per l'interpretazione della storia [88]
- 2003-  Per amore del mondo nasce a Verona la rivista on line, curata dalla comunità filosofica femminile dell'università veronese Diotima attiva dal 1983 e che ha pubblicato le proprie ricerche in collane con La Tartaruga e poi con Liguori[89].
- 2004-  DEP: Deportate, Esuli, Profughe rivista nata nell'ambito del Dipartimento di Studi Linguistici e Culturali Comparati dell'Università Ca' Foscari di Venezia[90], che lavora sul tema dello sradicamento da un punto di vista di genere, nonché come luogo di raccolta e pubblicazione di documenti, di scritti inediti e testimonianze orali.
- 2005-  SdD Storia delle Donne con periodicità annuale, numeri tematici con attenzione anche alle ricerche di giovani studiose e studiosi. I fascicoli sono on line.[91]
- 2006-  La camera blu: rivista di studi di genere nasce a Napoli dalla ricerca e esperienze e relazioni scientifiche internazionali promosse dal Dottorato in Studi di Genere dell'Università di Napoli Federico II. Dal 2014 diventa semestrale on line [92].
- 2006-2016 Ada teoria femminista nasce a Napoli nel 2006, ideata e fondata da Angela Putino e Lucia Mastrodomenico, pubblica fino al 2016. Si propone come campo di sperimentazione teorico-politica tra donne (e uomini) di diverse generazioni[93].
- 2007- DeA: donne e altri fondata on line da giornaliste, Monica Luongo, Letizia Paolozzi, Bia Sarasini, e giornalisti, Alberto Leiss, convinti che l'informazione quotidiana continui a essere indirizzata a un lettore-utente apparentemente neutro, ma in realtà di genere maschile. Questo meccanismo finisce per produrre una certa gerarchia (e selezione) delle notizie [94]
- 2009-  inGenere.it, newsletter di approfondimento, dibattito e proposte su questioni economiche e sociali, analizzate in una prospettiva di genere fondata da un gruppo di economiste. Pubblicata da Giacomo Brodolini [95]
- 2012-  AG About Gender. Genova: University press. Semestrale internazionale, pubblica contributi con una prospettiva di genere in italiano, inglese e spagnolo[96]
- 2013-  Letterate Magazine settimanale online della Società Italiana delle Letterate che si occupa di scritture, politiche, culture delle donne.[97]
- 2014-  Bossy: newsletter. Nata nel 2014 si occupa di discriminazione e disuguaglianza, diritti LGBTQ+ e si definisce una realtà femminista intersezionale[98]
- 2015-  De genere: rivista di studi letterari, postcoloniali e di genere annuale, rivista scientifica online ad accesso libero[99]
- 2018-  Flewid nasce a Roma come rivista italiana di arte, moda e diritti umani diretto da una donna transgender, Emi Marchionni[100]
- 2019-  Erbacce, forme di vita resistenti ai diserbanti nata dall'esperienza di Aspirina (1987/2018) l'archivio della quale è visibile sul sito. Rivista on line ecoumorista e femminista di fumetti, video e testi [101]
- 2019-  Frute nasce da una tesi di laurea di una studentessa friulana: la rivista autoprodotta è anche su Instagram, affronta i temi del femminismo intersezionale, dei confini sessuali, dell'inclusione e della prevenzione delle discriminazioni. Contro il revenge porn[102]
- 2019- Vita-mine vaganti, rivista su web dell'associazione Toponomastica femminile.[103]
- 202.?-  Il Femminismo tradotto, rivista online che traduce articoli di femminismo intersezionale con lo scopo di avvicinare i discorsi internazionali e le storie di persone in tutto il mondo al pubblico italiano.[104]

## Editoria femminista: imprese attive
Nei paragrafi precedenti si trovano in ordine cronologico le editrici e le testate con note descrittive; qui di seguito un semplice elenco alfabetico delle imprese attive agli inizi degli anni '20, con indicazione dell'anno di nascita:
case editrici
- Al3viE, 2021
- Capovolte, 2019
- Il dito e la luna, 1995
- Edizione dell'Autrice, 2000
- Enciclopedia delle donne, 2010
- Libera Stampa, 1969
- Luciana Tufani, 1996
- Marea, 1994
- Le plurali, 2021
- Rina, 2021
- Scritti di Rivolta femminile, 1970
- Settenove, 2013
- Tamu, 2018
- Utopia, 1977
- Vita activa, 2014
- WandA.epublishing, 2013

periodici
- AG About Gender, 2012
- AIDOS newsletter, 1984
- Annuario del Giardino dei ciliegi, 1988
- Bossy: newsletter, 2014
- La camera blu, 2006
- D&D: il giornale delle ostetriche, 1993
- DeA: donne e altri, 2007
- DeGenere, 2015
- DEP: Deportate, Esuli, Profughe, 2004
- DWF, 1975
- Erbacce: forme di vita resistenti ai diserbanti, 2019
- Il Femminismo tradotto, 202.
- Flewid, 2018
- Frute, 2019
- Genesis, 2002
- inGenere: newsletter, 2009
- Leggendaria: libri letture linguaggi, 1987
- Leggere donna, 1980
- Letterate Magazine: scritture politiche culture, 2013
- Marea: donne, ormeggi, rotte, approdi, 1994
- Mezzocielo: voci di donne che non stanno zitte, 1992
- Noi donne, 1944
- Il paese delle donne on line, 1987
- Per amore del mondo, 2003
- SdD – Storia delle Donne, 2005
- Sottosopra, 1973
- Towanda: appunti, spunti e spuntini lesbici, 1994
- Via Dogana, 1991
- Vita-mine vaganti, 2019

## Collane di case editrici generaliste
L'impatto del femminismo sul mondo editoriale è stato innanzitutto una fioritura di imprese autonome e autogestite, ma anche la scoperta del mercato editoriale che ci sono più lettrici che lettori e che c'era un vuoto enorme da colmare di presenze di autrici nei propri cataloghi. Scrittrici e personaggi storici che le ricerche delle donne nelle università e il ricco universo degli Women's Studies angloamericani riportavano alla luce e su cui si apriva il mercato.

Il Salone del libro di Torino nel 1996 si intitola: Il secolo delle donne? 
All'importante lavoro di traduzione di testi teorici di donne, molti editori hanno affiancato la proposta di collane dedicate alle donne. L'elenco è continuamente da integrare, una aperta di recente è Sessismo e razzismo di Ediesse. Alcune storiche e cessate sono state: il Vaso di Pandora di La Salamandra diretta da Manuela Cartasio e Luciana Percovich dal 1974 al 1987; GRIFF: gruppo di ricerca sulla famiglia e la condizione femminile della Angeli; Astrea  diretta da Roberta Mazzanti per la Giunti dal 1986 al 2009; Lessico politico delle donne, piccola enciclopedia edita da Gulliver. Ancora attiva: Civette di Venexia, etc.....

Giovani case editrici, come Astarte edizioni nata nel 2019, pubblica tra i primi titoli la ricerca Le dannate del mare: donne e frontiere nel Mediterraneo di Camille Schmoll e altri due romanzi di donne.

Per quel che riguarda la storia dell'editoria, la presenza delle donne nella filiera del libro ha una storia ricca e ancora in gran parte da indagare. Cominciano a essere prese in considerazione le professioni di tipografe, editrici, traduttrici e illustratrici oltre che autrici. Marina Zancan ricorda che nel 1599 a Venezia c'era la Stamperia dove operavano solo donne . Nel 2018 al convegno all'Università agli studi di Milano Donne di carattere: per una storia dell'editoria al femminile Valentina Sonzini  illustra il progetto in corso su Wikipedia di un Repertorio delle tipografe in Italia dal Cinquecento al Settecento e che coinvolge bibliotecarie, docenti, studenti e soci . E anche le bibliotecarie trovano spazio nel convegno del 2020 promosso dal Centro Apice, in collaborazione con il Dipartimento di Studi Storici dell'Università di Milano e Fondazione Mondadori L'altra metà dell'editoria: le professioniste del libro e della lettura del Novecento .